# Adriana Kučerová
Adriana Kučerová (24 février 1976) est une soprano slovaque.

## Biographie
Née le 24 février 1976 à Lučenec en Tchécoslovaquie,,, Kučerová étudie à l'école de musique à Bratislava, au Conservatoire Supérieur de musique et de danse de Lyon, et au Vysoká škola múzických umení v Bratislave (VŠMU).
Elle remporte le European Music Prize for Youth à Hambourg en 2001, et l''International Summer Academy Prague-Vienna-Budapest en 2002. En 2005 Kučerová remporte le concours Gabor Belvedere singing competition à Vienne en Autriche, remporte le premier prix et les prix spéciaux du public.
Après avoir terminé ses études universitaires, Kučerová rejoint le Théâtre national slovaque. Depuis 2009, Kučerová vit à Bratislava.